# Guaranita
Guaranita es un género de arañas de la familia Pholcidae, orden Araneae. Fue descrito por Bernhard A. Huber en 2000.

## Especies
- Guaranita dobby Torres, Pardo, González-Reyes, Rodríguez Artigas & Corronca, 2016
- Guaranita goloboffi Huber, 2000
- Guaranita munda (Gertsch, 1982)
- Guaranita yaculica Huber, 2000